# 一ッ星家のウルトラ婆さん
『一ッ星家のウルトラ婆さん』（ひとつぼしけのウルトラばあさん）は、ナック・読売テレビ（放送当時の通称は、「よみうりテレビ」）制作のテレビアニメ。1982年10月16日から1983年1月15日まで、読売テレビ・日本テレビ系列において土曜 19：00 - 19：30にて放送された。全13回（全26話）。 

## 概要
パワフルで、バイタリティあふれるトラ婆さんが引き起こす珍騒動の数々を描いている。トラ婆さんは「徳川家康の血を引いている」という設定であり、エンディング映像のバックに現れる一ツ星家の家紋は、三つ葉葵の中央に星をあしらったデザインとなっていた。
読売テレビ・ナック製作のアニメ番組としては1970年〜1971年に放送された長谷川町子原作の『いじわるばあさん』以来、12年ぶりで続けて「婆さん物」となった。
沢田研二作曲によるオープニング・テーマ曲は、番組開始当時同じく沢田が作曲した『ラ・セゾン』がヒットしていた事もあり、話題になった。そのオープニング映像には「龍に乗ってデンデン太鼓を振るう子供の後ろにトラ婆さんが現れ、その立場を奪い取る」という、裏番組の『まんが日本昔ばなし』（毎日放送、TBS系）を意識したパロディが存在した。
『アニメージュ』で記事を担当した関係者によると、「お婆さんではなく、ペットとして見てほしい」との事だった。
本放送時は、アバンタイトル、及び次回予告前のミニドラマもそれぞれ1話としてカウントしての「1回4話放送」がウリの一つになっていた。
本作でデビューした脚本家の中弘子によると、脚本は10本を執筆したが放送されたのは6本までで、打ち切りになったのだという。放送開始後2か月間の平均視聴率も平均4％台（ビデオリサーチ・関東地方）と低かった。なお、読売テレビ制作枠でのコメディ作品は、1996年放送のアニメ『ガンバリスト!駿』（サンライズ制作）まで14年半の間は放送されなかった。
ニューシネマジャパンより、計8話を収録したDVD（全2巻）が発売されている。
過去j:comオンデマンドのキッズステーション・オンデマンドにて配信されていたが現在は終了。

## キャラクター
- 一ッ星 トラ

声 - 松金よね子
- 一ッ星 健一

声 - 鈴木三枝
- 一ッ星 英太郎

声 - 池水通洋
- 一ッ星 キヌ子

声 - 幸田直子
- 一ッ星 トドメ

声 - 佐々木るん
- 大松 静雄

声 - 小粥よう子
- 亀田巡査

声 - 稲垣悟
- 倉持 雪子

声 - 立川千晶

## スタッフ
- 原作 - 芥川めめ[4]
- 監修 - 光延博愛
- 文芸 - 吉田進
- プロデューサー - 西野聖市（ナック）
- チーフディレクター - 原田益次
- キャラクターデザイン - 北原健雄
- 美術設定 - 工藤剛一
- 美術監督 - 川井憲
- 色指定 - 三橋曜子
- 音楽 - 山本正之
- 音響監督 - 鳥海俊材、松岡裕紀
- 調整 - 高橋久義
- 編集 - 掛須秀一、松村正宏
- 効果 - 片岡陽三
- 現像所 - 東京現像所
- 制作デスク - 今井広美
- デスク補 - 菅原啓太
- 文芸制作 - 坂本麻彩
- 制作協力 - シャフト
- 制作 - よみうりテレビ、ナック

## 主題歌
オープニングテーマ - 「おばあチャンバ」
作詞 - 高平哲郎 / 作曲 - 沢田研二 / 編曲 - 後藤次利 / 歌 - 松金よね子
エンディングテーマ - 「ウルトラがサバドゥビヤ」
作詞 - 高平哲郎 / 作曲 - 沢田研二 / 編曲 - 後藤次利 / 歌 - 松金よね子

### レコード
シングル
- おばあチャンバ/ウルトラがサバドゥビヤ（1982年10月、バップ 10059-07）
共に作詞：高平哲郎、作曲：沢田研二、編曲：後藤次利、歌：松金よね子
- 眠れないなら－アニマルララバイ－（歌：松金よね子・飯塚雅弓）/燃えよもやしっ子（歌：松金よね子）（1982年11月、バップ 10066-07） - 挿入歌
共に作詞：高平哲郎、作曲：沢田研二、編曲：大野克夫

アルバム
- 一ツ星家のウルトラ婆さん -うたとおはなし- （1982年12月 バップ 20052-23） - 歌とドラマ（おはなし）が収録されたアルバム。

| 収録内容 | |
| --- | --- |
| A面 1. おばあチャンバ（歌：松金よね子） 2. （おはなし）赤忍者黒忍者真夜中の決闘の巻 3. 下北沢音頭（歌：ピンクピッギーズ、作詞・作曲・編曲：山本正之） 4. （おはなし）万頭こわいの巻 5. 燃えよもやしっ子（歌：松金よね子） B面 1. 下北沢商店街行進曲（作曲：山本正之） 2. （おはなし）ウルトラ笑点の巻 3. 眠れないなら－アニマル・ララバイ－（歌：松金よね子・飯塚雅弓） 4. （おはなし）むかしむかし物語の巻 5. ウルトラがサバドゥビヤ（歌：松金よね子） おはなし \| スタッフ - 構成 - 鳥海俊材 - 音楽 - 山本正之 - 効果 - 片岡陽三 - 協力 - スポットライト企画 \| キャスト - トラ - 松金よね子 - 健一 - 鈴木三枝 - 英太郎 - 池水通洋 - キヌ子 - 幸田直子 - トドメ - 佐々木るん \| | |
| スタッフ - 構成 - 鳥海俊材 - 音楽 - 山本正之 - 効果 - 片岡陽三 - 協力 - スポットライト企画 | キャスト - トラ - 松金よね子 - 健一 - 鈴木三枝 - 英太郎 - 池水通洋 - キヌ子 - 幸田直子 - トドメ - 佐々木るん |

## 各話リスト
| 回 | サブタイトル                | 脚本     | 絵コンテ       | 演出     | 作画監督       | 放送日          |
| -- | --------------------------- | -------- | -------------- | -------- | -------------- | --------------- |
| 1  | 必殺!バッチャマンキック     | 菅良幸   | 阿仁マスオ     | 山崎友正 | マナベ・タクミ | 1982年 10月16日 |
| 1  | めしぬきストライキ          | 菅良幸   | やすみ哲夫     | 井上修   | 斉藤起己       | 1982年 10月16日 |
| 2  | トラさんは女親分            | 菅良幸   | 竹内大三       | 山崎友正 | マナベ・タクミ | 10月23日        |
| 2  | うばわれてなかされて        | 水野均   | やすみ哲夫     | 山崎友正 | 斉藤起己       | 10月23日        |
| 3  | わっ出た!トラロンパ?        | 菅良幸   | 竹内大三       | 井上修   | マナベ・タクミ | 10月30日        |
| 3  | キンムキ先生                | 坂上生児 | 竹内大三       | 山崎友正 | 斉藤起己       | 10月30日        |
| 4  | うめぼし･キャンディーズ     | 中弘子   | やすみ哲夫     | 井上修   | 斉藤起己       | 11月6日         |
| 4  | 天国地獄、金次第            | 坂上生児 | 藤原良二       | 井上修   | 山崎隆生       | 11月6日         |
| 5  | 子育てサバイバル            | 中弘子   | やすみ哲夫     | 井上修   | マナベ・タクミ | 11月13日        |
| 5  | あした大きくな~れ           | 坂上生児 | 竹内大三       | 井上修   | 斉藤起己       | 11月13日        |
| 6  | ウスペラ星人現る            | 菅良幸   | やすみ哲夫     | 山崎友正 | 斉藤起己       | 11月20日        |
| 6  | 無敵･トラロンコンピューター | 坂上生児 | 竹内大三       | 井上修   | マナベ・タクミ | 11月20日        |
| 7  | 家庭教師をやっつけろ        | 市川靖   | やすみ哲夫     | 井上修   | 斉藤起己       | 11月27日        |
| 7  | トドメ光線のなぞ            | 坂上生児 | 竹内大三       | 井上修   | 斉藤起己       | 11月27日        |
| 8  | カンザシ･トライアングル     | 菅良幸   | こはなわためお | 山崎友正 | 泉口薫         | 12月4日         |
| 8  | お見合い大好き              | 菅良幸   | 石崎すすむ     | 井上修   | マナベ・タクミ | 12月4日         |
| 9  | 誘拐大好き                  | 吉田進   | 竹内大三       | 山崎友正 | 田中平八郎     | 12月11日        |
| 9  | マナ鳥たずねて三千里        | 中弘子   | 竹内大三       | 山崎友正 | 平山則雄       | 12月11日        |
| 10 | ねらわれた小学校            | 坂上生児 | 阿仁マスオ     | 山崎友正 | 斉藤起己       | 12月18日        |
| 10 | ようこそ、雪男ちゃん        | 菅良幸   | 宮崎一哉       | 山内巴茶 | マナベ・タクミ | 12月18日        |
| 11 | ズッコケ野外塾              | 中弘子   | 竹内大三       | 井上修   | 斉藤起己       | 12月25日        |
| 11 | アメリカ大ぼうけん          | 菅良幸   | 斉藤起己       | 山崎友正 | 加藤興治       | 12月25日        |
| 12 | ウルトラ昆虫記              | 中弘子   | 今枝栄一       | 井上修   | 斉藤起己       | 1983年 1月8日   |
| 12 | 新兵器･ペンザシ             | 菅良幸   | 竹内大三       | 井上修   | マナベ・タクミ | 1983年 1月8日   |
| 13 | トラブル学芸会              | 中弘子   | やすみ哲夫     | 山崎友正 | 山崎隆生       | 1月15日         |
| 13 | 北海の花嫁さん              | 坂上生児 | 竹内大三       | 山崎友正 | 富沢雄三       | 1月15日         |

## 放送局
系列は当時の系列。放送時間は個別に出典が提示されているものを除き1983年1月中旬の最終回放送時点ものとする。
| 放送地域       | 放送局         | 放送系列                                     | 放送時間           | 備考     |
| -------------- | -------------- | -------------------------------------------- | ------------------ | -------- |
| 近畿広域圏     | よみうりテレビ | 日本テレビ系列                               | 土曜 19:00 - 19:30 | 制作局   |
| 北海道         | 札幌テレビ     | 日本テレビ系列                               | 土曜 19:00 - 19:30 |          |
| 岩手県         | テレビ岩手     | 日本テレビ系列                               | 土曜 19:00 - 19:30 |          |
| 宮城県         | ミヤギテレビ   | 日本テレビ系列                               | 土曜 19:00 - 19:30 |          |
| 秋田県         | 秋田放送       | 日本テレビ系列                               | 土曜 19:00 - 19:30 |          |
| 福島県         | 福島中央テレビ | 日本テレビ系列                               | 土曜 19:00 - 19:30 |          |
| 関東広域圏     | 日本テレビ     | 日本テレビ系列                               | 土曜 19:00 - 19:30 |          |
| 新潟県         | テレビ新潟     | 日本テレビ系列                               | 土曜 19:00 - 19:30 |          |
| 富山県         | 北日本放送     | 日本テレビ系列                               | 土曜 19:00 - 19:30 |          |
| 福井県         | 福井放送       | 日本テレビ系列                               | 土曜 19:00 - 19:30 |          |
| 山梨県         | 山梨放送       | 日本テレビ系列                               | 土曜 19:00 - 19:30 |          |
| 静岡県         | 静岡第一テレビ | 日本テレビ系列                               | 土曜 19:00 - 19:30 |          |
| 中京広域圏     | 中京テレビ     | 日本テレビ系列                               | 土曜 19:00 - 19:30 |          |
| 鳥取県・島根県 | 日本海テレビ   | 日本テレビ系列                               | 土曜 19:00 - 19:30 |          |
| 広島県         | 広島テレビ     | 日本テレビ系列                               | 土曜 19:00 - 19:30 |          |
| 徳島県         | 四国放送       | 日本テレビ系列                               | 土曜 19:00 - 19:30 |          |
| 香川県・岡山県 | 西日本放送     | 日本テレビ系列                               | 土曜 19:00 - 19:30 |          |
| 愛媛県         | 南海放送       | 日本テレビ系列                               | 土曜 19:00 - 19:30 |          |
| 高知県         | 高知放送       | 日本テレビ系列                               | 土曜 19:00 - 19:30 |          |
| 福岡県         | 福岡放送       | 日本テレビ系列                               | 土曜 19:00 - 19:30 |          |
| 熊本県         | 熊本県民テレビ | 日本テレビ系列                               | 土曜 19:00 - 19:30 |          |
| 青森県         | 青森放送       | 日本テレビ系列 テレビ朝日系列                | 土曜 19:00 - 19:30 |          |
| 山形県         | 山形放送       | 日本テレビ系列 テレビ朝日系列                | 土曜 19:00 - 19:30 |          |
| 長野県         | テレビ信州     | 日本テレビ系列 テレビ朝日系列                | 土曜 19:00 - 19:30 |          |
| 山口県         | 山口放送       | 日本テレビ系列 テレビ朝日系列                | 土曜 19:00 - 19:30 |          |
| 長崎県         | 長崎放送       | TBS系列                                      | 土曜 19:00 - 19:30 | [ 注 1 ] |
| 大分県         | テレビ大分     | フジテレビ系列 日本テレビ系列 テレビ朝日系列 | 土曜 19:00 - 19:30 |          |
| 宮崎県         | 宮崎放送       | TBS系列                                      | 木曜 19:00 - 19:30 | [ 注 2 ] |